# Choi Gwi-hwa
Choi Gwi-hwa (en hangul, 최귀화; Yeonggwang-gu, 3 de marzo de 1978) es un actor surcoreano.

## Vida personal
Choi Gwi-hwa nació en el campo, en Beopseong-myeon, Yeonggwang-gun, provincia de Jeolla del Sur. Estudió en la escuela secundaria Yeonggwang Beopseong, pero se mudó a Bucheon, en la provincia de Gyeonggi, para vivir con su hermana mayor y su cuñado, cuando no había completado los estudios. En julio de 2020 sería nombrado embajador de relaciones públicas de Yeonggwang-gu, para promover el turismo de su región natal.
En los años en que estaba estudiando secundaria empezó a hacer teatro, y fue tarde a la universidad. Se graduó en Cine y Teatro como estudiante becado especial en la Universidad de Daejin, en la ciudad de Pocheon. Durante muchos años tuvo dificultades para vivir solo con su trabajo de actor, que debía complementar con empleos a media jornada. Choi contó entre otras vicisitudes que, después de filmar Kundo: Age of the Rampant (2014), trabajó vendiendo batatas asadas en estaciones de metro.
El actor celebró su boda el 6 de septiembre de 2015, aunque el matrimonio se había formalizado años antes. Su mujer y él tienen dos hijos.
Aparte de su actividad como actor, Choi ha escrito una obra de teatro y un guion.

## Carrera
Choi Gwi-hwa debutó en 1997 en teatro, con la Meulmye Theatre Company en Bucheon. Después de participar en muchos cortometrajes, consiguió su primer papel en un largometraje comercial en Doomsday Book, una película colectiva de ciencia ficción rodada en 2006 aunque su estreno se retrasó hasta 2012. Por ello apareció antes en On The Way Home (2009), como un personaje secundario. Sus papeles se hicieron más importantes a partir de Runway Cop (2012), pero fue en la televisión donde obtuvo el papel que le proporcionó reconocimiento general, el del empleado de oficina Park Yong-gu en la exitosa serie de culto Misaeng (2014). Choi estuvo a punto de no poder hacer el papel porque el rodaje coincidía con el de la película Gokseong, aunque al final trabajó simultáneamente en ambas producciones.
Desde entonces ha tenido apariciones notables en películas como Tren a Busan (2016), Gokseong (2016) y A Taxi Driver (2017). Para preparar el papel de hombre sin hogar en la primera fue a pasar un tiempo como uno de ellos en la estación de Seúl. Su actuación como jefe de policía en The Outlaws (2017) le valió el premio al Mejor Actor Revelación por la Red de Directores de Cine de Corea.
Entre 2017 y 2018 interpretó al dueño de una panadería en la telenovela de KBS Mi vida dorada. Después de retomar su papel como el jefe Jeon Il-man en la secuela de The Outlaws, titulada The Roundup (2022), tuvo que perder quince kilos de peso, entrenar con pesas durante siete meses y soportar cinco horas de preparación para ponerse su maquillaje especial y poder interpretar a Alpha en Project Wolf Hunting (2022) un pasajero vegetativo en un barco que transporta criminales peligrosos de Filipinas a Corea, que se convierte en una bestia que se alimenta de carne humana.
En enero de 2022 firmó un contrato exclusivo con la agencia Mr. Choi. 
En 2024 y 2025 participó en las temporadas 2 y 3 de la serie El juego del calamar como Kim Gi-min, el jugador 203, que presenta una actitud codiciosa y agresiva a lo largo de los seis juegos.

## Filmografía

### Cine
| Año   | Título                               | Hangul                   | Papel                                | Notas                           | Ref.          |
| ----- | ------------------------------------ | ------------------------ | ------------------------------------ | ------------------------------- | ------------- |
| 2009  | Why Did You Come To My House         | 우리 집에 왜 왔니        | Policía                              |                                 |               |
| 2010  | My Dear Desperado                    | 내 깡패 같은 애인        | Gánster                              |                                 |               |
| 2012  | Doomsday Book                        | 인류멸망보고서           | Equipo de eliminación                | Parte Creation of Heaven        | [ 4 ]         |
| 2012  | Runway Cop                           | 차형사                   | Detective Paeng                      |                                 |               |
| 2012  | 26 Years                             | 26년                     | Jefe de equipo de guardias           |                                 | [ 7 ]         |
| 2013  | Very Ordinary Couple                 | 연애의 온도              | Marido de la Sra. Son                |                                 |               |
| 2013  | Way Back Home                        | 집으로 가는 길           | Detective de la Fiscalía de Seúl     |                                 |               |
| 2014  | The Target                           | 표적                     | Empleado de hospital                 |                                 |               |
| 2014  | One on One                           | 일대일                   | Oh Ji-ha                             |                                 | [ 9 ]         |
| 2014  | Kundo: Age of the Rampant            | 군도: 민란의 시대        | Oficial                              |                                 | [ 2 ]         |
| 2014  | Niebla                               | 해무                     | Voz de capitán de barco              |                                 |               |
| 2014  | Scarlet Innocence                    | 마담 뺑덕                | Jugador en el casino                 |                                 | [ 10 ]        |
| 2015  | Gangnam Blues                        | 강남 1970                | Miembro de la banda de Nam Soon-chul |                                 |               |
| 2015  | I'm After You                        | 너를 노린다              | Gerente Jeon                         | Película para televisión de SBS |               |
| 2016  | No Tomorrow                          | 섬. 사라진 사람들        | Detective Choi                       |                                 | [ 11 ]        |
| 2016  | Gokseong                             | 곡성                     | Byung-gu                             |                                 | [ 12 ]        |
| 2016  | Seondal: The Man Who Sells the River | 봉이 김선달              | Jung Pan-seok                        |                                 | [ 13 ]        |
| 2016  | Tren a Busan                         | 부산행                   | Vagabundo                            |                                 | [ 14 ]        |
| 2016  | Atrapado en el túnel                 | 터널                     | Persona interesada en el túnel 2     | Aparición especial              | [ 15 ]        |
| 2016  | The Net                              | 그물                     | Director Lee                         |                                 |               |
| 2017  | The King                             | 더 킹                    | Choi Min-suk                         |                                 |               |
| 2017  | Fabricated City                      | 조작된 도시              | Jefe de guardia de prisiones         |                                 | [ 16 ]        |
| 2017  | A Taxi Driver                        | 택시운전사               | Jefe de los policías de paisano      |                                 | [ 7 ]         |
| 2017  | The Outlaws                          | 범죄도시                 | Capitán Jeon Il-man                  |                                 | [ 17 ]        |
| 2018  | The Discloser                        | 1급기밀                  | Sun-ho                               |                                 | [ 6 ]         |
| 2018  | The Soul-Mate                        | 원더풀 고스트            | Jong-sik                             |                                 | [ 18 ] [ 19 ] |
| 2018  | The Drug King                        | 마약왕                   | Director general Ham                 |                                 | [ 20 ]        |
| 2019  | Mal-Mo-E: The Secret Mission         | 말모이                   | Cartero                              | Aparición especial              |               |
| 2019  | Long Live The King                   | 롱 리브 더 킹: 목포 영웅 | Choi Man-soo                         |                                 | [ 21 ] [ 22 ] |
| 2019  | Homme Fatale                         | 기방도령                 | Yook-gam                             |                                 |               |
| 2019  | Jesters: The Game Changers           | 광대들: 풍문조작단       | Mal-bo                               |                                 | [ 23 ]        |
| 2022  | Boogie Nights                        | 부기나이트               | Yu-bin                               | Protagonista                    | [ 24 ]        |
| 2022  | The Roundup                          | 범죄도시2                | Jeon Il-man                          | Protagonista                    | [ 25 ] [ 26 ] |
| 2022  | Project Wolf Hunting                 | 늑대사냥                 | Alpha                                |                                 | [ 27 ]        |
| Prog. | After                                | 애프터                   |                                      | Protagonista                    | [ 28 ] [ 29 ] |

### Series de televisión
| Año     | Título                          | Papel                           | Canal   | Notas               | Ref.               |
| ------- | ------------------------------- | ------------------------------- | ------- | ------------------- | ------------------ |
| 2012    | Phantom                         | Jefe de banda de secuestradores | SBS     |                     |                    |
| 2014    | Misaeng                         | Subgerente Park Yong-gu         | tvN     |                     | [ 2 ] [ 4 ] [ 30 ] |
| 2015    | Brilla o enloquece              | Oficial de aduanas              | MBC     | Aparición especial  | [ 31 ]             |
| 2015    | I'm After You                   | Gerente Jeon                    | SBS     |                     | [ 32 ]             |
| 2016    | The Vampire Detective           | Jang Tae-sik                    | OCN     |                     |                    |
| 2017    | Distorted                       | Yang Choo-sung                  | SBS     |                     | [ 33 ]             |
| 2017    | Mi vida dorada                  | Kang Nam-goo                    | KBS2    |                     | [ 6 ] [ 34 ]       |
| 2017-18 | Bad Guys: City of Evil          | Ha Sang-mo                      | OCN     |                     | [ 35 ] [ 36 ]      |
| 2018    | Suits                           | Chae Geun-sik                   | KBS2    | Protagonista        | [ 37 ] [ 38 ]      |
| 2018    | Jin Choo-ha Returns             | Im Hun-sik                      | tvN     | Drama Stage - 1 ep. | [ 39 ]             |
| 2019    | The Running Mates: Human Rights | Bae Hong-tae                    | OCN     | Protagonista        | [ 40 ] [ 41 ]      |
| 2024-25 | El juego del calamar            | Kim Gi-Min (jugador 203)        | Netflix | Segunda temporada   |                    |
| 2025    | El juego del calamar            | Kim Gi-Min (jugador 203)        | Netflix | Tercera temporada   |                    |
| 2025    | Bon appétit, majestad           | Príncipe Je Seon                |         |                     | [ 42 ]             |

### Programas de variedades televisivas
| Año  | Título                 | Función            | Canal     | Notas                                            | Ref.   |
| ---- | ---------------------- | ------------------ | --------- | ------------------------------------------------ | ------ |
| 2017 | Running Man            | Invitado           | SBS       | Programa del 17 de diciembre de 2017             | [ 6 ]  |
| 2022 | Black: I Saw the Devil | Presentador        | Channel A | Documental sobre crímenes                        | [ 43 ] |
| 2022 | Anti-Age               | Miembro del equipo | tvN Story | Cinco hombres en la encrucijada de la media edad | [ 44 ] |

## Premios y nominaciones
| Año  | Premio                                 | Categoría              | Papel                                                   | Resultado | Ref.   |
| ---- | -------------------------------------- | ---------------------- | ------------------------------------------------------- | --------- | ------ |
| 1997 | 15.° Festival Nacional de Teatro       | Premio a la Excelencia | 피고지고 피고지고 (Defender y defender y defender)      | Ganador   | [ 45 ] |
| 1998 | 1.º Festival de Teatro Bucheon Boramae | Jongyeon Yeon          | 종이연 (Cometa de papel)                                | Ganador   | [ 45 ] |
| 2000 | 18.° Festival Nacional de Teatro       | Mejor actor revelación | 해가뜨면 달이지고 (Cuando sale el sol, la luna se pone) | Ganador   | [ 45 ] |
| 2017 | 6.º Star Night Korea Top Star          | Mejor actor de reparto | The Outlaws                                             | Ganador   | [ 46 ] |
| 2017 | Director's Cut                         | Mejor actor revelación | A Taxi Driver                                           | Ganador   | [ 47 ] |
| 2018 | 6.º APAN Star                          | Mejor actor            | Suits                                                   | Nominado  | [ 48 ] |
| 2018 | KBS Drama                              | Mejor actor de reparto | Suits                                                   | Nominado  |        |